# Folehavegård
Folehavegård er en proprietærgård beliggende i Lynge-Kronborg Herred, Frederiksborg Amt, Hørsholm Kommune. Gården, hvis hovedbygning er opført i 1760, råder over 43 hektar. I 1900 havde den en størrelse på 16 3/4 tønder hartkorn, 150 tønder land, heraf 148 ager og eng og 2 skov. Hovedbygningen samt lade og staldbygning er fredet.

## Ejere af Folehavegaard
- (1759-1786) Conrad von Schindel
- (1786-1789) Ulrich Lodberg
- (1789-1791) Johan Leonhard Fix
- (1791-1794) Jacob Brønnum Scavenius
- (1794-1798) Frederik Claesson
- (1798-1821) Paulin-Philippe-Henri de Dompierre de Jonquières
- (1821-1824) A. Christian Christensen
- (1824-1834) Johan Frederik Vilhelm Vally
- (1834-1851) Gottlieb Frederik von Wildenradt
- (1851-1866) Aron Nathan David
- (1866-1869) Harald David
- (1869-1871) Frederik Horsens Block
- (1871-1879) Carl Christian Brøchner
- (1879-1895) Wilhelm Dinesen
- (1895-1932) Ingeborg Westenholz, gift Dinesen
- (1932-1958) Ellen Dinesen, gift Dahl
- (1958-2000) Anne Dinesen, gift Kopp
- (2000-2010) Anders Kopp / Henrik Kopp / Niels Kopp
- (2010-) Michael Lunøe / Lotte Lunøe Bønnelycke